# Sinotmethis amicus
Sinotmethis amicus is een rechtvleugelig insect uit de familie Pamphagidae. De wetenschappelijke naam van deze soort is voor het eerst geldig gepubliceerd in 1959 door Bey-Bienko.